# ЗИЛ-158
ЗИЛ-158 (с 1961 года ЗИЛ-158В) — советский городской автобус производства завода имени Лихачёва (ЗИЛ) и Ликинского автобусного завода (ЛиАЗ). 
С 1957 года по март 1960 года выпускался на ЗИЛе: доукомплектовывались ранее собранные в немалом количестве кузова (последний заводской номер ЗИЛа: 9515). С 1959 года по 1970 год серийное производство шло на ЛиАЗе. ЗИЛ-158 был основной моделью автобуса в городских автобусных парках Советского Союза в 1960-х и начале 1970-х годов. На ЛиАЗе собрано и выпущено более 62 350 автобусов. Сборка велась до конца 1969 года. Самые последние прибывшие в Москву 158-е пришли в феврале 1970-го в 10-й автобусный парк. Последующая модель ЛиАЗ-677 выпускалась параллельно со 158-м в возрастающих количествах начиная с 1967 года, но из-за дефектов ГМП 158-ю модель не снимали с производства до января 1971 года.

## История

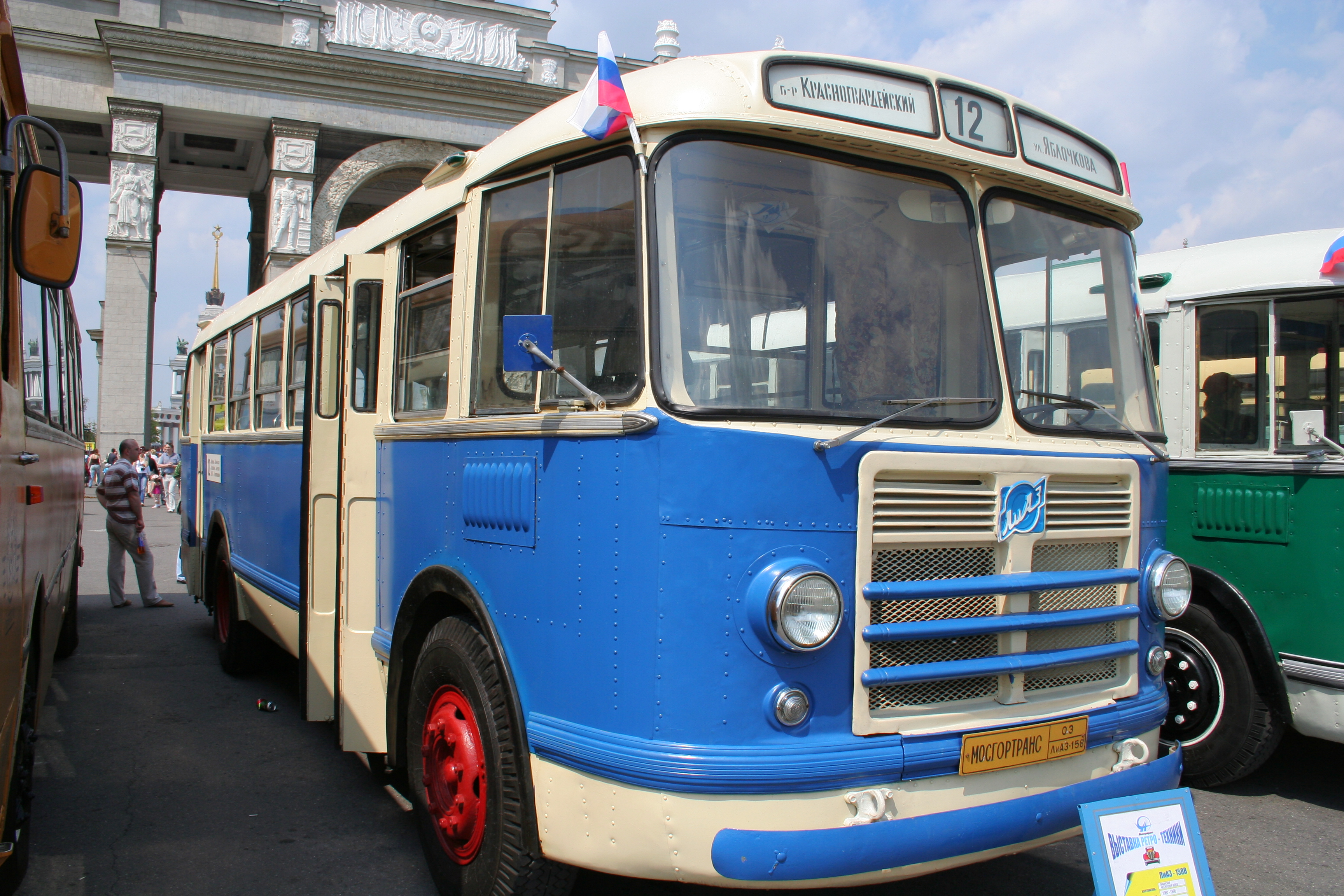
ЗИЛ-158В производства ЛиАЗ

ЗИЛ-158 представлял собой дальнейшую модернизацию автобуса ЗИС-155. Отличался удлиненным на 770 мм кузовом с увеличенной до 60 человек номинальной пассажировместимостью (32 места для сидения), измененным дизайном передней и задней масок, изменёнными боковыми окнами, а также двигателем с увеличенной на 9 % мощностью. Первые ЗИЛ-158 имели окна в вентиляционных люках в крыше, а также окна по углам на задних скатах крыши (вскоре и от тех, и от других отказались).
Первый образец ЗИЛ-158 был выпущен в июне 1956 года.
В связи с возраставшей потребностью больших советских городов во вместительных автобусах и невозможностью дальнейшего наращивания параллельного выпуска автобусов на ЗИЛе из-за увеличения производства грузовиков выпуск модели ЗИЛ-158 в 1959—1960 годах был передан на Ликинский автобусный завод.
В 1961 году на ЛиАЗе был начат выпуск модернизированного автобуса ЗИЛ-158В. Он отличался от ЗИЛ-158 однодисковым сцеплением, коробкой передач ЗИЛ-164А и изменённым передаточным числом главной передачи (7,63 против 9,28 на ЗИЛ-158), а также тормозным краном другой конструкции.
В Москве ЗИЛ-158 и 158В преобладали в автобусных парках с конца 1950-х до 1974 года, а последние машины были сняты с эксплуатации в 1978 году. В некоторых городах Советского Союза эксплуатация ЗИЛ-158В продолжалась и в начале 1980-х годов.
На ЗИЛе было произведено 9515 экземпляров ЗИЛ-158, в том числе в мае 1957 года пилотная партия из 180 автобусов специально к VI Всемирному фестивалю молодёжи и студентов. Годовой выпуск автобусов на ЛиАЗе составлял в 1959 году 213 ед., в 1963 году — 5419 единиц и в 1969 году — 7045 единиц. Суммарный выпуск ЛиАЗом автобусов серии «158» за 10 лет составил около 50 тысяч.
Во многих источниках автобус выпуска с 1961 по 1970 год, производившийся на ЛиАЗе, именуется как ЛиАЗ-158В, однако это название ошибочно. На самом деле, во всех отраслевых и заводских документах автобус именуется как «ЗИЛ-158В производства Ликинского автобусного завода». Именно такое название было написано на подкапотной табличке: ЛиАЗ ЗИЛ-158. Сам автобус на ЛиАЗе выпускался до января 1971 года, однако уже после прекращения серийного производства в мае 1973 года был собран ещё один уже последний экземпляр автобуса специально для отраслевой выставки НАМИ.
В конце 1950-х годов был выпущен опытный автобусный поезд ЗИЛ-158+Аремкуз-2ПН-4 — состоявший из тягача ЗИЛ-158, и автобусного прицепа Аремкуз-2ПН-4. Этот прицеп получил название «племянник», и эти поезда эксплуатировались в Москве в 1959—1961 годах, после чего были списаны. Однако идея автобуса с прицепом не была забыта, и получила развитие в виде сочлененного автобуса, или автобуса-гармошки.
Также на базе данной модели строились передвижные телевизионные станции, некоторые из которых продолжали эксплуатироваться до конца 1980-х годов.

## Конструкция
Компоновка — переднемоторная, двигатель расположен справа от водителя, привод на задний мост через карданную передачу с двумя подвесными подшипниками. Кузов автобуса — несущий, вагонного типа с двумя четырёхстворчатыми дверьми для пассажиров и одной поворотной для водителя. Двери для пассажиров, в отличие от современных автобусов, открывались не внутрь, а наружу, что вызывало массу нареканий у граждан, особенно в ненастную погоду, так как при посадке и высадке грязные створки дверей пачкали одежду. Дюралевые панели обшивки кузова крепились на каркасе на 4575 5-миллиметровых заклепках (по данным каталога), что значительно увеличивало трудоёмкость сборки. Подвеска всех колес на модели ЗИЛ (ЛиАЗ)-158 была рессорной на резьбовых пальцах. Оба моста имели рычажные амортизаторы. На автобусах перед окончанием производства появились телескопические амортизаторы. Самым главным отличием по кузову ЗИЛ-158В от ЗИЛ-158 стало аннулирование фермы № 4 справа в районе запасного колеса, а между фермами № 3 и № 5 была установлена дополнительная балка. Кроме того, ЗИЛ-158В, в отличие от ЗИЛ-158, имел модернизированный двигатель, новое однодисковое сцепление и новую коробку передач, стояночный тормоз на коробке. Таким образом, с 1961 года изменилась конструкция карданных валов, подвесных подшипников (и их расположение). Стояночный тормоз теперь стоял не на заднем подвесном подшипнике, а на коробке, и не дисковый, а барабанный.

## Эксплуатация
Данные автобусы эксплуатировались практически во всех уголках СССР. Автобус отличался проблемами с прочностью кузова, из-за чего срок его эксплуатации не превышал 8—10 лет. С появлением автобусов ЛиАЗ-677 автобусы ЗИЛ-158 стали постепенно снимать с эксплуатации. Массовое их списание началось в 1970-х годах. В Москве эти автобусы были сняты с маршрутов в 1978 году, в Минске — в 1977 году, в Ленинграде — в 1978 году. В 1978—1979 годах автобусы этого типа ещё эксплуатировались в Арзамасе-16 и Губахе. Последние автобусы этого типа в СССР были сняты с маршрутов в начале 1980-х. После списания многие машины утилизировались на месте, некоторые передавались ведомствам и предприятиям, проходили несколько капитальных ремонтов и работали какое-то время в качестве служебных.

## Технические характеристики
Пассажировместимость — 32 сидячих места, номинальная общая пассажировместимость — 60 человек, максимальная пассажировместимость — 70 человек.
Двигатель — ЗИЛ-158, бензиновый, нижнеклапанный, рядный, 6-цилиндровый, 101,6 × 114,3 мм, 5,55 л, степень сжатия 6,5; мощность 80 кВт (109 л. с.) при 2800 об/мин; крутящий момент 333,5 Нм (34,5 кгс·м) при 1300 об./мин., карбюратор К-84М.
Трансмиссия — коробка передач механическая, трёхходовая, с пятью передачами вперёд и одной назад, передаточное число главной передачи — 7,63.
Тормозная система — с пневматическим приводом.
Габаритные размеры
- Длина 9030 мм
- Ширина 2500 мм
- Высота 3000 мм
- База 4858 мм
- Дорожный просвет (под картером заднего моста) 260 мм
- Радиус поворота (наружный габаритный) 10,9 м

Весовые параметры
- Масса снаряжённая — 6500 кг;
- Масса полная — 10 840 кг;
- Объём топливного бака — 150 л

Прочие параметры
- Скорость максимальная по шоссе — до 65 км/ч
- Расход топлива при движении по шоссе — 37 л/100 км (линейная норма расхода топлива — 42,5 л/100 км)
- Шины 280 × 508 мм[5][6]

## Модификации
- ЗИЛ-158А — туристический, отличался остекленными скатами крыши, заглушенной задней дверью и 4-рядной планировкой салона, число мест для сидения — 36; партия таких автобусов была построена к Московскому международному фестивалю студентов и молодёжи. Он стал первым представителем автобусов серии ЗИЛ (ЛиАЗ)-158. (1957 г.).
- ЗИЛ-158Д — глубокая модернизация базовой модели ЗИЛ-158 с унифицированными штампованными панелями задней и передней частей кузова, трёхрядной планировкой салона и увеличенными накопительными площадками. Серийно не выпускался; (1959 г.).
- ЗИЛ-158+Аремкуз-2ПН-4 — опытный автобусный поезд, состоявший из тягача ЗИЛ-158 и автобусного прицепа Аремкуз-2ПН-4. Несколько таких «поездов» проходили опытную эксплуатацию в Москве в 1959—1961 гг. Имеются данные, что в Крыму в период летних отпусков составлялись троллейбусно-автобусные поезда из МТБ-82 и ЗИЛ-158, а в Ленинграде автобусные прицепы изготовляли из списанных троллейбусных кузовов, но такие «поезда» отработали недолго из-за повышенного износа автобуса-тягача; (1959—1961 гг.). В Одессе на напряженных маршрутах использовались поезда с прицепами ЛАЗ-695Б или ЗИС-155, в Тбилиси — с прицепами МТБ-82.
- ЗИЛ-158В — модернизированный автобус. Аннулирована ферма № 4, введена балка между фермами № 3 и № 5, усовершенствованы тормоза, применен модернизированный двигатель ЗИЛ-158В с повышенной до 6,5 степенью сжатия (бензин А-72) и увеличенным до 34,5 кгс-м при 1100 об./мин. крутящим моментом. Введены изменённые сцепление, коробка передач, главная передача.
- ЗИЛ-158ВА — модернизированный туристический автобус. Механические изменения аналогичны мод. ЗИЛ-158В; (1961—1970 гг.).
- ЗИЛ-158М — опытный образец, оснащённый 8-цилиндровым 150-сильным двигателем ЗИЛ-130 (1963 г.).
- ЛиАЗ-5Э-676 — первый советский экспериментальный сочленённый четырёхдверный автобус на базе модели ЛиАЗ-158В. Длина 15,43 м, пассажировместимость 123 чел, снаряженная масса, 10 800 кг, максимальная скорость 60 км/ч. Серийно не выпускался, так как мощности двигателя типа ЗИЛ-130 было совершенно недостаточно для столь тяжёлой машины; (1962 г.).

Кроме того, различными автотранспортными предприятиями и конторами автобусы ЗИЛ-158 переоборудовались после конца пассажирской эксплуатации в грузовые фургоны, машины технической помощи, передвижные пункты питания и другую технику.